# Gustave Caillebotte
Gustave Caillebotte (París, 19 de agosto de 1848-Gennevilliers, 21 de febrero de 1894) fue un pintor francés de influencia impresionista, coleccionista, mecenas y organizador de exposiciones. Falleció a la edad de cuarenta y cinco años y está enterrado en el cementerio del Père-Lachaise, en París.

## Biografía

### Carrera artística
Después de la guerra, Caillebotte ingresó en el taller del pintor académico León Bonnat, donde inició seriamente el estudio de la pintura. Con el transcurso del tiempo logró desarrollar su propio estilo y estableció su primer taller en la residencia de sus padres. En 1873 aprobó el examen de admisiones de la École des Beaux-Arts. Sin embargo, no permaneció por mucho tiempo en la academia. Al año siguiente heredó la fortuna de su padre y, después de que falleciese su madre en 1878, los tres hermanos se dividieron la herencia familiar, que incluía la propiedad en Yerres (Essonne- Francia), siendo una fortuna bastante importante para permitirle consagrarse a su pasión por la pintura. Aproximadamente en 1874, conoció y entabló amistad con varios artistas que estaban alejados de la academia de arte francesa, incluyendo a Edgar Degas y Giuseppe De Nittis, y acudió a la primera exposición impresionista llevada a cabo ese año, a pesar de que no participó.

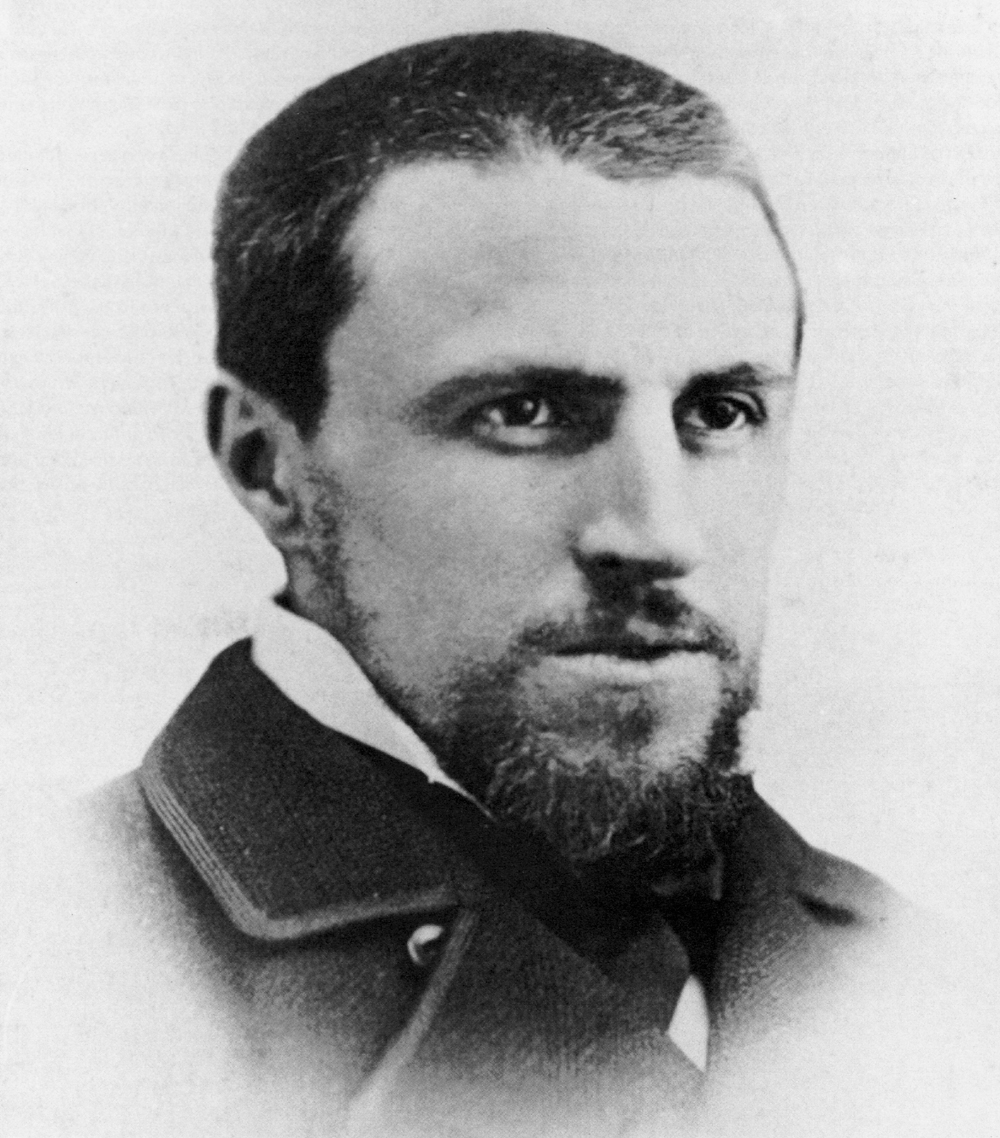
Gustave Caillebotte, aproximadamente a los treinta años (c. 1878). Colección privada

Los Impresionistas –también denominados por entonces los "Independientes", "Intransigentes" e "Intencionalistas"— habían roto sus lazos con la pintura académica que era exhibida en los Salones anuales. Caillebotte realizó su debut artístico en la segunda exposición impresionista en 1876, y presentó ocho pinturas, incluyendo su destacada pintura Los acuchilladores de parqué (Les Raboteurs de parquet, 1875). El tema central de la pintura era la representación de unos obreros preparando el piso de madera, considerado «vulgar» por la crítica, y fue probablemente esta la razón por la cual la obra fue rechazada por los jueces del Salón de 1875. En aquella época, la pintura académica solo consideraba aceptable la representación de campesinos rústicos o granjeros como la temática admisible sobre tópicos referentes a la clase obrera.
El estilo pictórico de Caillebotte pertenece a la escuela del realismo pictórico; sin embargo, fue profundamente influenciado por sus colegas impresionistas. Al igual que sus precursores, Jean-François Millet y Gustave Courbet, y también su contemporáneo Degas, Caillebotte se enfocaba en pintar la realidad, tal cual como existía y la visualizaba, con la esperanza de reducir la teatralidad inherente de la pintura. Tal vez por su relación cercana con muchos de los pintores de su época, su estilo y técnica varían considerablemente en su obra pictórica, como si estuviese tomando prestado y experimentando, pero realmente sin apegarse a ningún estilo en particular. En ocasiones, parece que tuviese cierta inclinación por el estilo de Degas, plasmando en sus obras un realismo con una amplia riqueza de colores (especialmente en sus cuadros con escenas interiores) y otras veces, comparte el compromiso impresionista de «realidad óptica» y emplea una paleta caracterizada por tonalidades pasteles y una pincelada suelta similar a la de Renoir y Pissarro.
Caillebotte pintó muchas escenas domésticas y familiares, y también retratos e interiores. En gran parte de sus pinturas están retratados los miembros de su familia, como en Joven en su ventana (Jeune Homme à sa fenêtre) (1875), en la que está representado René en la casa de la rue Miromesnil; Los naranjos (Les orangers) (1878), donde aparece su hermano Martial y su prima Zoë en el jardín de la propiedad de Yerres; y Retratos en el campo (Portraits à la campagne) (1875) en el que esta retratada su madre junto a su tía, una prima y una amiga de la familia. También plasmó escenas de personas cenando, jugando a los naipes, tocando el piano, leyendo, cosiendo, todos estos elaborados de una forma íntima y discreta que permiten vislumbrar los rituales silenciosos de la clase alta.

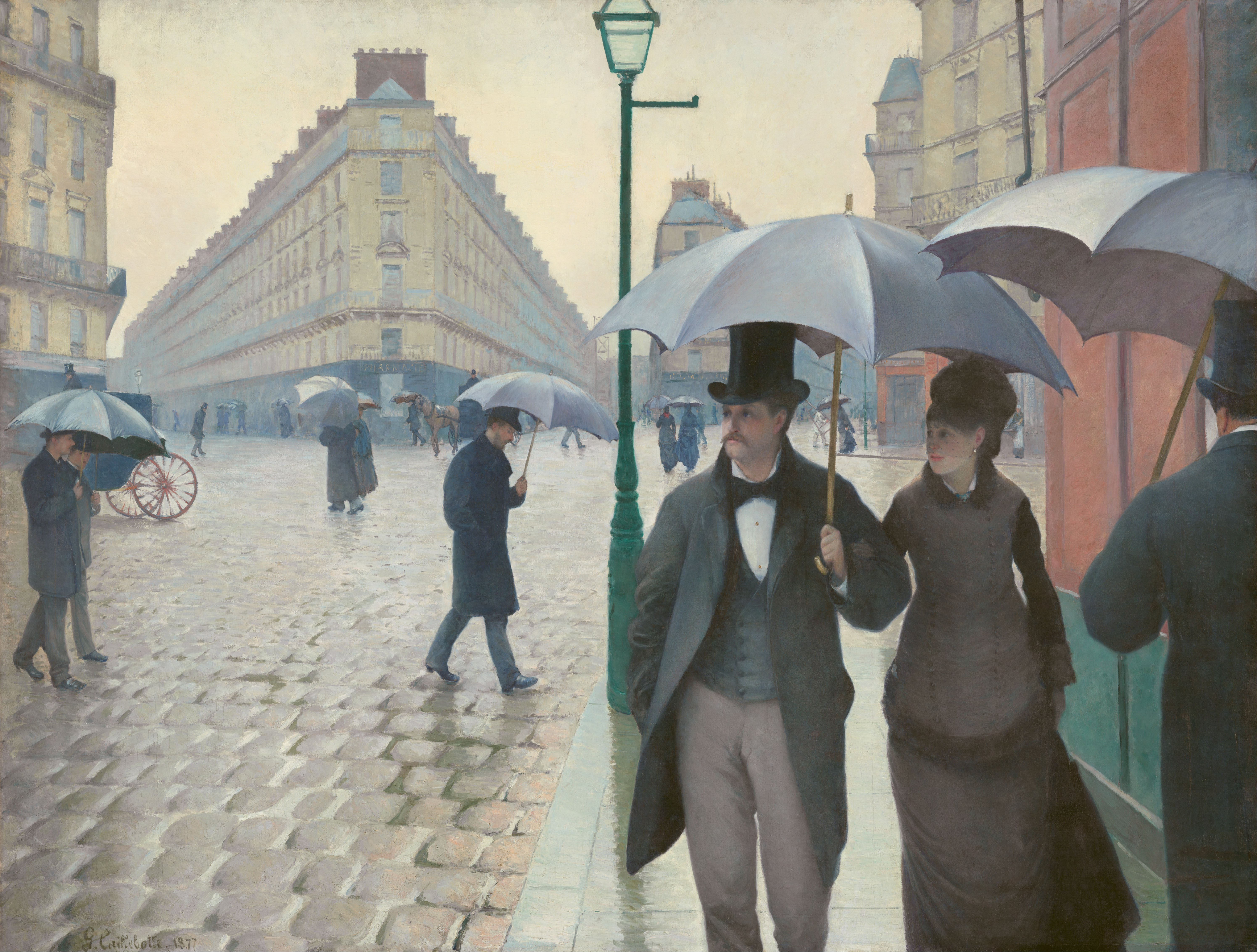
Calle de París, día lluvioso (1877), Art Institute of Chicago.

Sus pinturas de campo en Yerres se enfocaban en los divertidos paseos en barca, en la quietud de los riachuelos, en la pesca, la natación y en escenas domésticas en torno a la residencia familiar. Frecuentemente utilizaba una suave técnica impresionista semejante a la de Renoir para expresar la naturaleza tranquila del campo, en contraste con las pinceladas más sobrias y lisas de sus pinturas urbanas. En su cuadro titulado Remero con sombrero (1877), maneja efectivamente la perspectiva y, de una forma más realista que la pintura de Manet, Paseo en bote (1874).
Caillebotte es más reconocido por sus pinturas del París urbano, las cuales incluyen El puente de Europa (Le pont de l'Europe) (1876), Calle de París, día lluvioso (Rue de Paris; temps de pluie, también conocida como La plaza de Europa, en tiempo lluvioso o, en francés, La Place de l'Europe, temps de pluie) (1877). Esta última pintura es única entre sus obras debido al uso de colores planos y un efecto de foto realista que dotan al cuadro de una característica distintiva y un aspecto moderno, casi similar a la obra del pintor estadounidense de estilo realista Edward Hopper. Muchas de sus pinturas urbanas fueron en cierto modo controvertidas a causa de sus exageradas y profundas perspectivas. En Hombre en el balcón, boulevard Haussmann (1880), invita al espectador a compartir el balcón y a observar el escenario de la ciudad que aparece en la distancia, nuevamente utilizando una perspectiva inusual. Demostrando poca fidelidad a un estilo pictórico en particular, muchas de sus pinturas urbanas ejecutadas en el mismo periodo, como La plaza de san Agustín (1877), son considerablemente impresionistas.
También utilizó su fortuna para hacer de mecenas de sus amigos pintores, entre los cuales estaban Renoir, Degas y Monet. Financió también la organización de exposiciones impresionistas. Durante los años siguientes, expuso en el curso de las diferentes exposiciones impresionistas.
Compró también cuadros a Paul Cézanne, a Edgar Degas, a Édouard Manet y a Camille Pissarro. Pero quedará siempre un poco aparte, privilegiando la fibra naturalista frente a la emoción.
Exposición: Gustave Caillebotte, pintor y jardinero (julio-octubre de 2016), Museo Thyssen-Bornemisza (Madrid).

## Obras

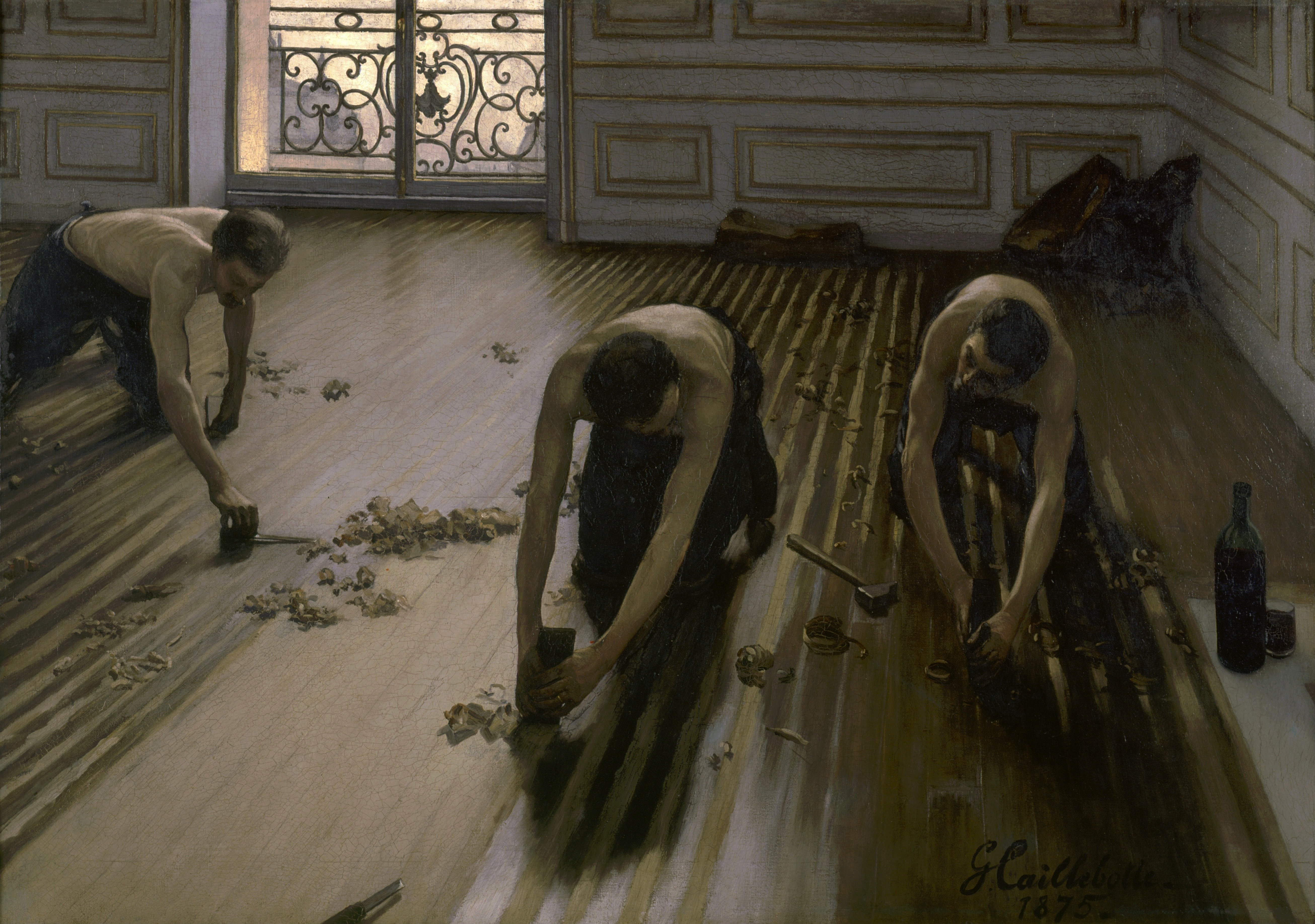
Los acepilladores de parqué (1875), Museo de Orsay, París.

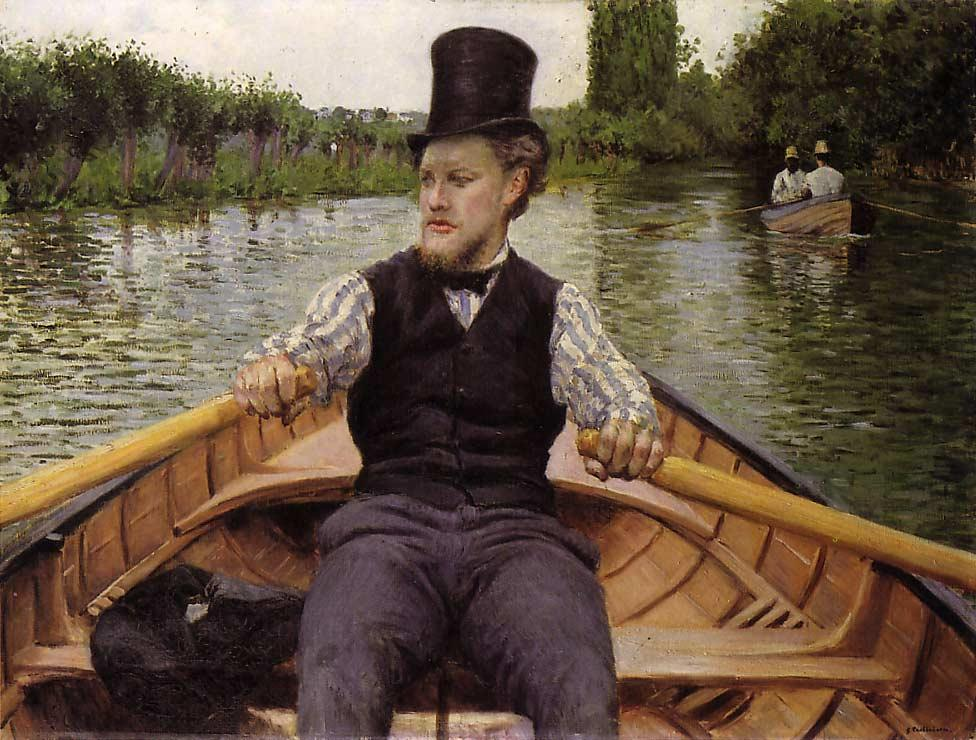
La Partie de bateau o Caballero con chistera remando (1877), Musée d'Orsay, Paris.

La obra de Caillebotte se compone de cuatrocientos setenta y cinco cuadros, entre los cuales los más conocidos son: 
- Femme à sa toilette (1873), colección privada.
- Femme nue étendue sur un divan (1873), 87 × 113 >cm, colección privada.
- Les Jardiniers (1875-1877).
- L'Yerres, pluie (1875), 80,3 × 59,1 cm, Indiana University Art Museum, Bloomington.
- Los acuchilladores de parqué, Les Raboteurs de parquet (1875), Musée d'Orsay, Paris.
- Le Déjeuner (1876), colección privada.
- Jeune homme à la fenêtre (1876), New York, colección privada.
- Jeune homme au piano (Martial Caillebotte) (1876, Museo de Arte Bridgestone, Tokio.
- El puente de Europa, Le Pont de l'Europe (1876), Ginebra, Musée du Petit Palais.
- Portraits à la campagne (1876), 95 × 111 cm, Musée Baron-Gérard, Bayeux.
- Rue de Paris, temps de pluie, también conocido como Temps de pluie à Paris au carrefour des rues de Turin et de Moscou, o La Place de l'Europe à Paris, temps de pluie (1877), Institut d'art, Chicago.
- Les Périssoires (1877), National Gallery of Art, Washington.
- Canotiers (1877), colección privada, France.
- La Partie de bateau o Caballero con chistera remando (1877), Musée d'Orsay, Paris.
- Peintres en bâtiment (1877), colección privada.
- La Gare Saint-Lazare (1877), Musée d'Orsay, Paris.
- Vista sobre los techos, efecto de nieve, Vue de toits (Effet de neige) (1878), Musée d'Orsay, Paris.
- Les Orangers (1878), Museo de Bellas Artes, Houston.
- Baigneur s'apprêtant à plonger (hacia 1878), 157 × 117 cm.
- Canotiers ramant sur l'Yerres (1879).
- Portrait de Georges Roman (1879), colección privada.
- Autoportrait au chevalet (1879-1880), colección privada.
- Boulevard vu d'en haut (1880).
- Boulevard Haussmann, effet de neige (1880) Musée du château de Flers
- Dans un café (1880), Musée des beaux-arts de Rouen.
- L'Homme au balcon (Maurice Brault) (1880), col. part.
- Homme au balcon, boulevard Haussmann (1880), col. part. vendida por 14.306.000 de dólares en mayo de 2000.
- Portrait d'inconnu ou Homme au chapeau haut-de-forme assis près de la fenêtre (1880), 100 × 81 cm, Musée national des beaux-arts d'Alger, Alger
- Nu au divan (1880), 132 × 196 cm, Minneapolis Institute of Art, Minnesota, États-Unis.
- Un balcon à Paris (1880-1881), 55,2 × 39 cm, colección privada.
- La Partie de bésigue (1881), Louvre Abu Dabi.
- Portrait de Richard Gallo (1881), 97 × 116 cm, Nelson-Atkins Museum of Art, Kansas City.
- Chemin montant (1881), col. part.
- Nature morte, Poulet et Gibier à l'étalage (1882).
- Henri Cordier (1883), Musée d'Orsay, Paris.
- Bouquet de roses dans un vase de cristal (1883), col part.
- Nature morte au homard (1883), colección Marlene y Spencer Hays.
- Homme au bain (1884), Museo de Bellas Artes, Boston.
- Homme s'essuyant la jambe (1884), col. part.
- Le Père Magloire sur la route entre Saint-Clair et Étretat ou Monet à Étretat, (1884), Musée du Petit Palais de Ginebra
- Richard Gallo et son chien au Petit Gennevilliers (1884), col. part.
- Le Pont d'Argenteuil et la Seine, (1885), 0,65 × 0,82 cm, Boston, colección privada.
- Nature morte aux pommes.
- Trois pêcheurs en barque (1888), Huile sur toile de 24,5 × 32,1 cm, colección privada.
- Gustave Caillebotte, autoportrait (1892), Musée d'Orsay, Paris.
- Capucines (1892), 65 x 54 cm, colección privada.
- Dahlias cactus rouges (1892), 40 x 32 cm, colección privada.
- Chrysanthèmes blancs et jaunes (1893), 73 x 54 cm, colección privada.
- Chrysanthèmes dans un vase (1893), 54 x 38 cm, colección privada.
- Quatre vases de chrysanthèmes (1893), 53,5 x 65,2 cm.
- Orchidées jaunes (1893), 65 x 54 cm, collection particulière.
- Orchidées suspendues dans la serre du Petit Gennevilliers (1893), 65,3 x  cm.
- Orchidées dans la serre du Petit Gennevilliers (1893), 65 x 54 cm.
- Arbre en fleurs, Petit Gennevilliers, col. part., vendida por 1 046 583 de euros en junio de 2004.

## Testamento
Después de la muerte de su hermano menor a los 26 años, en 1876, Caillebotte extendió su testamento ese mismo año. En él se estableció un legado en favor del Estado, de las obras impresionistas que había estado adquiriendo. En lo pertinente, dice:
"Dono al Estado las pinturas que poseo; solo que como quiero que se acepte esta donación y que se acepte de tal manera que estos cuadros no vayan a un desván o a un museo provincial, sino a Luxemburgo y luego al Louvre; es necesario que transcurra algún tiempo antes de la ejecución de esta cláusula, hasta que el público, no digo entienda, pero sí admita esta pintura. Este tiempo puede ser veinte años o más; mientras tanto, mi hermano Marcial y, en su defecto, otro de mis herederos los conservará. Pido a Renoir que sea mi albacea testamentario y que acepte amablemente un cuadro que él elegirá; mis herederos insistirán en que tome uno importante."
El 11 de marzo de 1894 Renoir informó a las autoridades de la dirección de Bellas Artes, que Gustave Caillebotte había muerto el 21 de febrero de 1894, habiendo legado al Estado su colección, compuesta por sesenta y siete obras, de Degas, Cézanne, Manet, Monet, Renoir, Pissarro y Sisley. La aceptación del legado suscitó oposición de la Academia de Bellas Artes y de algunos artistas y críticos. Finalmente 2 años después, el Estado aceptó 38 cuadros, que pasaron a formar parte de la colección del entonces Museo de Luxemburgo, para lo cual debieron construirse anexos. Las obras se presentaron al público en 1897. En 1929 la colección pasó al Museo del Louvre. Se exhibieron desde 1947 en el Museo Jeu du Paume, y desde 1986 en el Museo de Orsay.
Entre las obras recibidas por el Estado solo se encontraba una del propio Caillebotte, Los Pulidores de Parqué, también llamada "Los acuchilladores de parqué"; y únicamente porque Renoir la había añadido. En su modestia, el testador no quiso incluir obras propias en su legado.
Actualmente, el legado de Caillebotte es el núcleo de la colección de arte impresionista del Museo de Orsay.

## Véase también

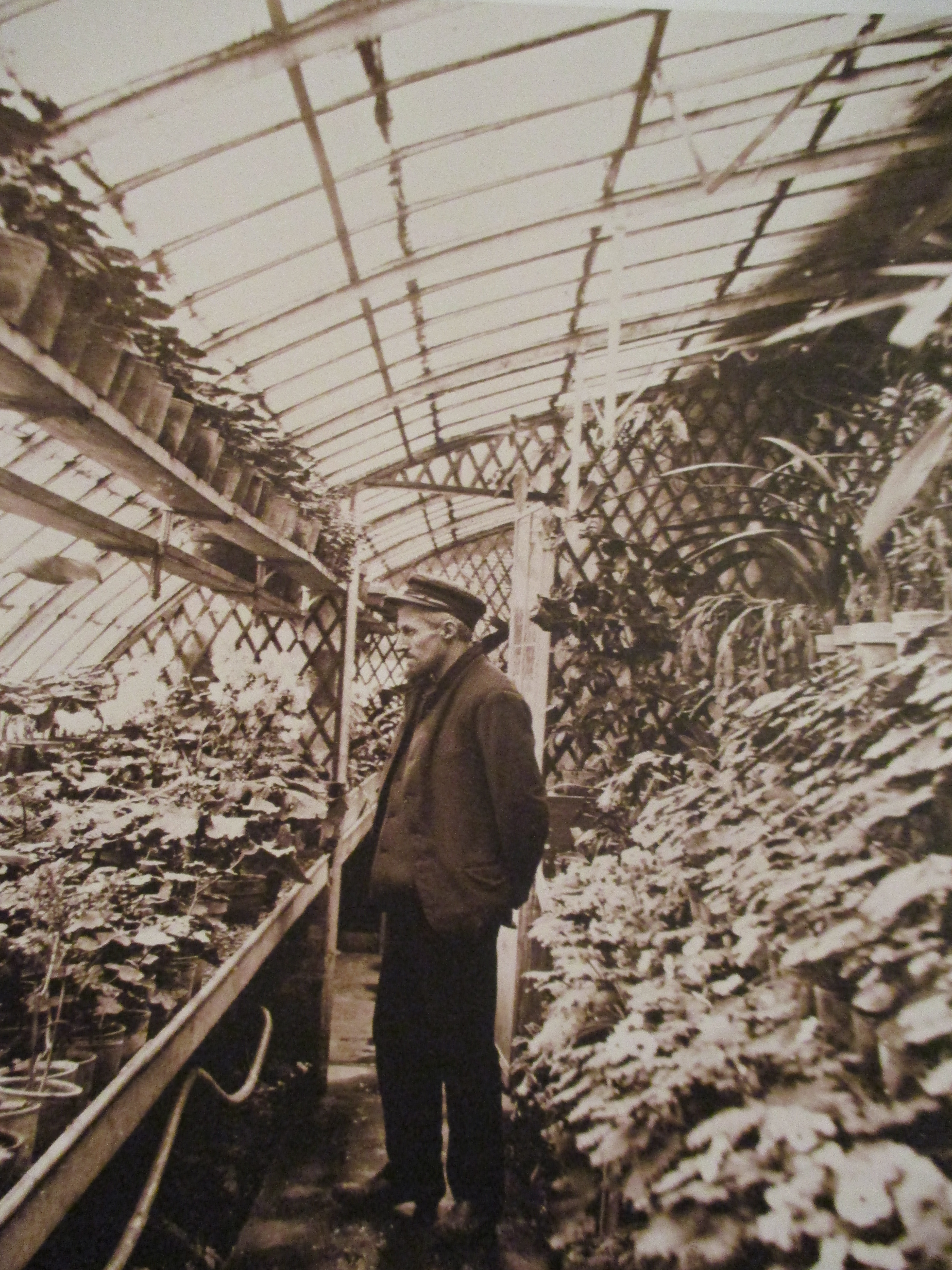
Caillebotte en su invernadero (febrero de 1892, Petit Gennevilliers)